# Acacia oviedoensis
Acacia oviedoensis är en ärtväxtart som beskrevs av R.Garcia och M.Mejia. Acacia oviedoensis ingår i släktet akacior, och familjen ärtväxter. Inga underarter finns listade i Catalogue of Life.